# Маринара
Марина́ра (итал. Marinara, дословно — «моряцкий соус») — итальянский соус, приготовляемый из томатов, чеснока, пряных трав (например, базилика и орегано) и лука. Существуют разные вариации рецепта соуса, где добавляются каперсы, оливки и вкусовые добавки.
Традиционная итальянская кухня предполагает добавление маринары в пасту, рис, морепродукты и пиццу. В последние годы маринара стала широко использоваться в кухне США как альтернатива традиционному кетчупу.
Соус маринара был изобретён корабельными коками в середине XVI века после того, как помидоры появились в Европе — этот соус без добавления мяса отличался большим сроком годности благодаря природным свойствам помидоров, поэтому мог использоваться во время долгих плаваний.
Итальянское alla marinara не следует путать с популярным в Австралии, Новой Зеландии, Испании и ЮАР блюдом spaghetti marinara, в котором соус на томатной основе смешивается со свежими рыбой и морепродуктами. Подобное блюдо в Италии также известно, но здесь его называют alla pescatora.

## Происхождение
Существует несколько легенд о происхождении этого соуса. Согласно первой, соус маринара изобрели судовые коки на неаполитанских кораблях, возвращавшихся в середине XVI века в Неаполь из Америки. Другая легенда гласит, что соус был приготовлен на берегу жёнами неаполитанских моряков после  возвращения из дальнего плавания их мужей с новыми для Италии американскими овощами — томатами.
Первой итальянской поваренной книгой, включавшей в себя рецепт томатного соуса, была книга «Lo Scalco alla Moderna», которая была написана поваром испанского вице-короля Неаполя Антонио Латини и опубликована в 1690-х годах, однако предложенный Латини вариант соуса заметно отличался от современного.